# Сысовский, Валерий Борисович
Валерий Борисович Сысовский (1946-2009) — советский и российский работник авиации.

## Биография

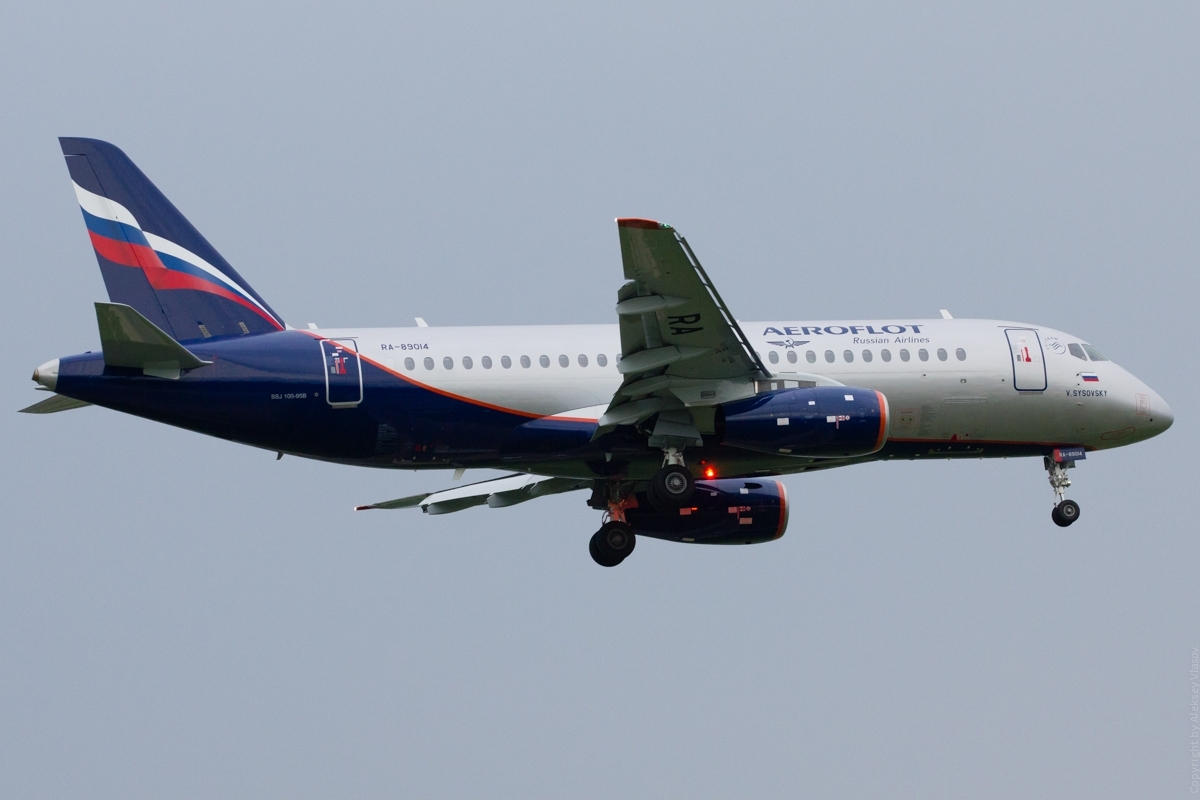
Sukhoi Superjet 100 Аэрофлота "Валерий Сысовский".

Родился в Москве 16 августа 1946 года.
Почти 40 лет проработал в ОАО «Аэрофлот — Российские авиалинии». Начиная с авиатехника Ил-62 прошел трудовой путь до заместителя летного директора по летно-технической эксплуатации.
Валерий Сысовский в составе экипажа поднимал в небо первый «Ил-96» на пассажирском рейсе SU-315 по маршруту Москва — Нью-Йорк.
Похоронен на Бабушкинском кладбище г. Москвы

## Награды и звания
- Награждён медалью ордена "За заслуги перед Отечеством II степени".[1]
- Заслуженный работник транспорта Российской Федерации.

## Интересный факт
- Самолет отечественного производства «Sukhoi Superjet 100» (бортовой номер RA-89014), полученный компанией «Аэрофлот» в 2013 году, в его честь назван «Валерий Сысовский». Это — первый самолёт, поставленный авиакомпании в соответствии с измененной заказчиком спецификацией (комплектация «full»). Передан в авиакомпанию 31 мая 2013 года.[2]